# 阿曼達·荷頓
阿曼达·路易斯·荷顿（Amanda Louise Holden，1971年2月16日—） 是一位英国女演员和媒体人。自2007年以来，她一直担任ITV电视选秀节目全英一叮比赛的评委。她目前在工作日早上与Jamie Theakston共同主持Heart Breakfast广播节目。
荷顿在 2004 年的音乐舞台剧《徹底現代的米莉》中扮演主角，并因此获得劳伦斯·奥利弗奖提名。
2013 年，荷顿出版了她的自传书《No Holding Back》 ，成为《星期日泰晤士报》的畅销书。她于2020年发行了她的首张录音室专辑《Songs from My Heart》。